# Réunion des états généraux du Dauphiné

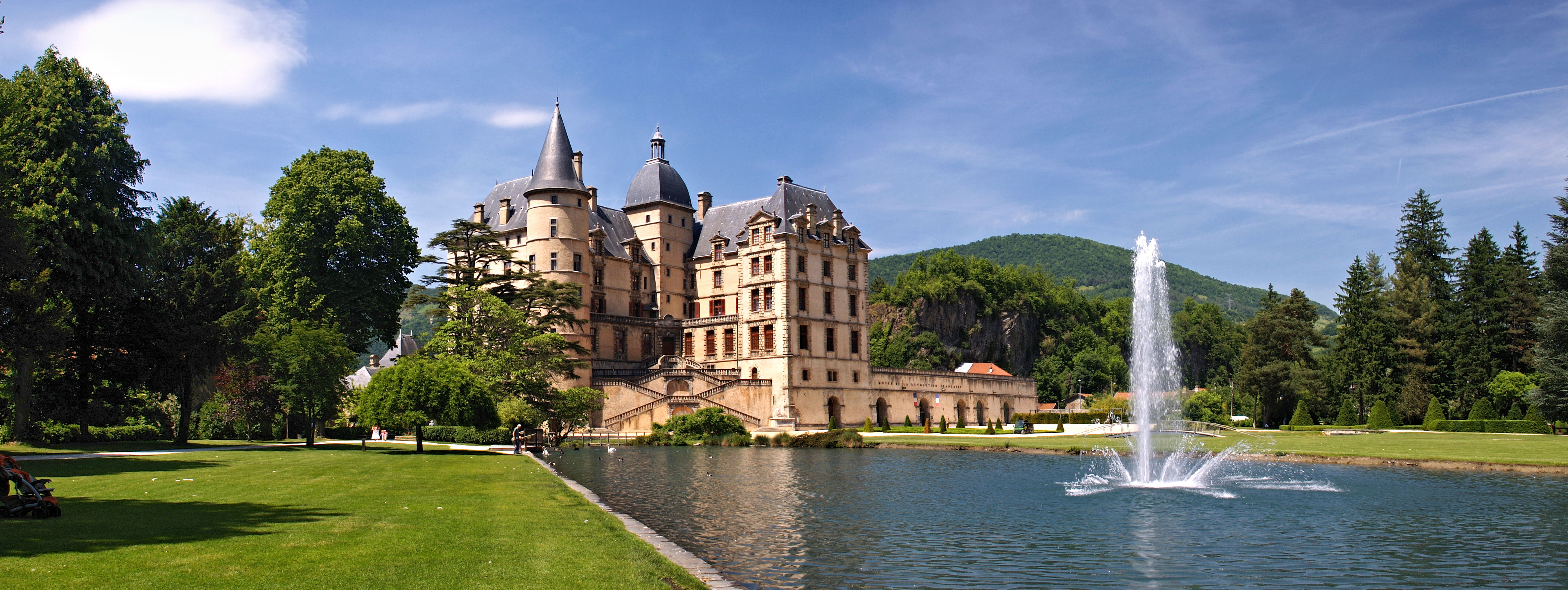
Château de Vizille et son parc.

La Réunion des états généraux du Dauphiné, également appelée Assemblée de Vizille, s'est déroulée le 21 juillet 1788 dans la salle du jeu de paume du Château de Vizille sur l'invitation de son propriétaire, l'industriel Claude Perier. Cette assemblée réunie six mois avant la convocation des États généraux de 1789 est le prélude à la Révolution française.

## Historique
Cette assemblée fait suite à la Journée des Tuiles du 7 juin 1788 suivie par l'assemblée des notables des trois ordres le 14 juin à l'Hôtel de Lesdiguières de Grenoble afin d'obtenir la réintégration des Parlements et la convocation des États du Dauphiné. Des notables de la région de Grenoble, de Gap et de Valence, bourgeois et juristes. 50 prêtres, 165 nobles et 276 représentants du tiers état se sont réunis sans autorisation royale, avec à leur tête deux avocats Jean-Joseph Mounier, Antoine Barnave et Jean-Paul Didier. Cette assemblée lance un appel à la nation tout entière pour définir un nouvel ordre politique.
L'assemblée décide de convoquer les états de la province (avec doublement du tiers état), réclame la réunion rapide des États-généraux du royaume (avec également doublement du tiers état) et l'admission des roturiers à tous les emplois. Elle déclare que les impôts seront refusés jusqu'à leur vote par les États généraux, et réclame le rétablissement des parlements.
Cette assemblée est suscitée par l'opposition des parlementaires de l'assemblée provinciale de la Province du Dauphiné face à la réforme judiciaire de Lamoignon retirant aux Parlements l'enregistrement des édits royaux. Cette résistance avait déjà provoqué en juin 1788 la Journée des Tuiles. Bien que donnant une apparence démocratique annonçant la Révolution française, l'Assemblée de Vizille est aussi l'expression de l'opposition des classes privilégiées aux tentatives de réformes, notamment fiscales, de Loménie de Brienne.
En 1865, cette salle du jeu de paume est gravement endommagée par un incendie et ne fut jamais reconstruite.
Lors du centenaire de l'Assemblée de Vizille, le président de la République Sadi Carnot vient inaugurer le 21 juillet 1888 une statue de la Liberté dite aussi Marianne devant l'entrée du château Lesdiguières. Sculpté par l'artiste Henri Ding, le socle de La Marianne est gravé de quelques phrases issues de l'Assemblée de Vizille et des noms des représentants des trois ordres du Dauphiné.

## Tableaux d'Alexandre Debelle

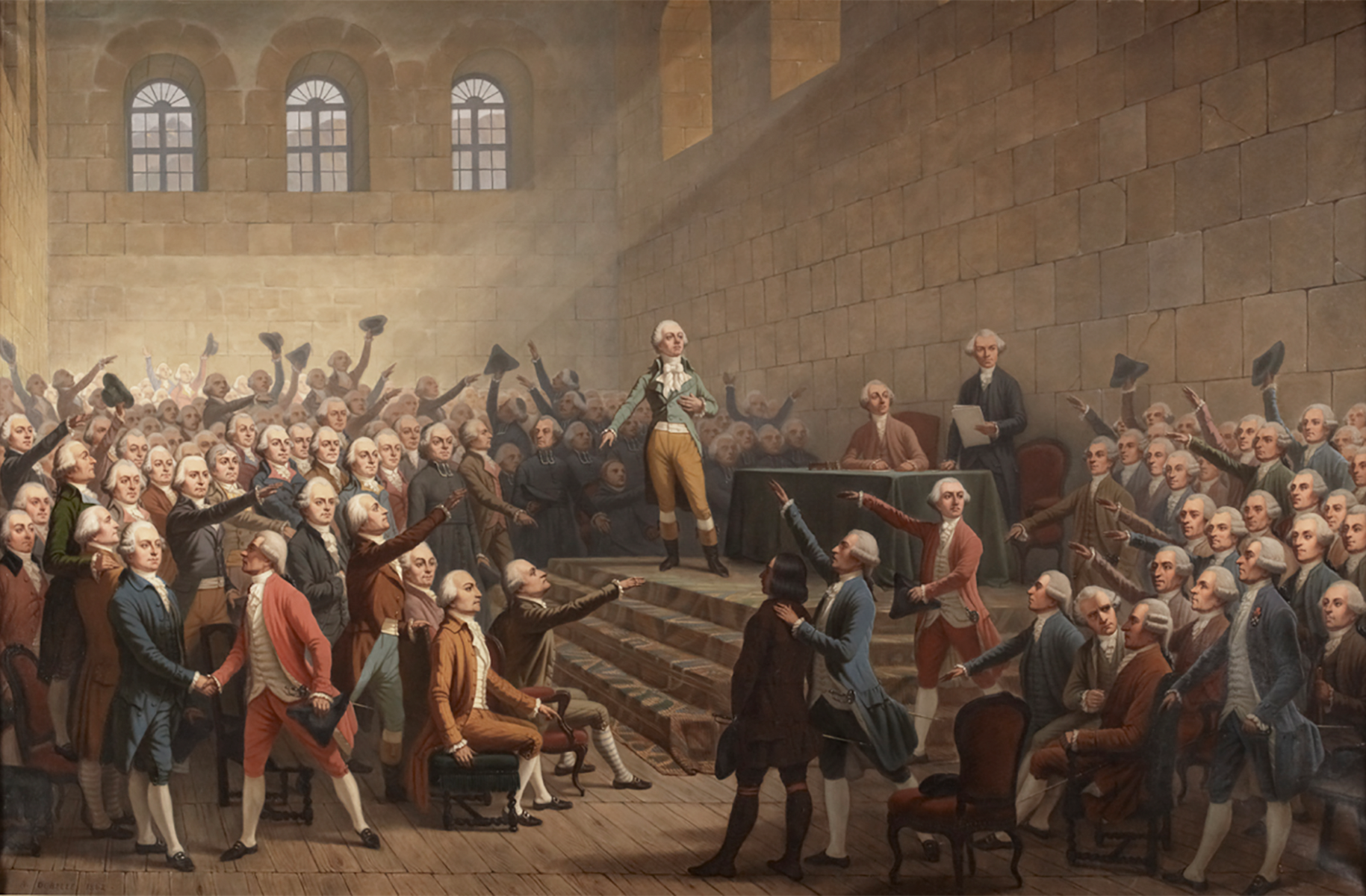
Salle du jeu de Paume au château de Vizille.

En 1853, le peintre Alexandre Debelle, alors qu'il devient conservateur du musée de Grenoble, a peint L'Assemblée de Vizille représentant les Trois Ordres du Dauphiné se réunissant au Château de Vizille dans la salle du Jeu de Paume. Puis en 1890, un siècle après les faits, il peint la toile décrivant l'émeute, intitulée La journée des Tuiles, 13 juin 1788.
Ces œuvres se trouvent actuellement exposées dans l'escalier des droits de l'Homme du musée de la Révolution française à Vizille. Par ailleurs, ce musée a dédié une salle au centenaire de cet évènement.